# Марк Лий
Марк Лий или И Мин-хьонг (на корейски: 이민형), известен също просто като Марк, е рапър и автор на песни. Той е най-известен като член на южнокорейската момчешка група „Ен Си Ти“ и нейните подразделения NCT U и NCT 127, преди също с „NCT Dream“. Той дебютира с NCT U на 9 април 2016 г. с дебютния сингъл „The 7th Sense“. Той е и член на супергрупата „SuperM“, която дебютира през октомври 2019 г.

## Биография
Марк е роден 2 август 1999 г. в Торонто, Онтарио, Канада.

### 2013 – 2015: SM Rookies
През декември 2013 г. Марк е представен като член на SM Rookies, екип за подготовка преди дебют, управляван от SM Entertainment. През 2014 г.
Марк се появява в Exo 90: 2014, риалити шоу с участието на Exo, редом с други членове на програмата SM Rookies, където изпълняват песни и пресъздават музикални клипове на видни K-pop идоли от 90-те.
През 2015 г. той се появява на канала на Дисни в Корея в „The Mickey Mouse Club“ като мишкаджия заедно с други членове на програмата SM Rookies, някои от които са в NCT Dream. Шоуто се излъчва от 23 юли до 17 декември 2015 г. и водещ е Leeteuk от Супер Джуниър.

### NCT и соло начинания
През април 2016 г. SM Entertainment потвърждава Марк заедно с още петима членове на програмата SM Rookies, че ще дебютират като членове на NCT и първата подгрупа, NCT U. На 9 април Марк, заедно с Taeyong, Doyoung, Ten и Jaehyun, дебютира с цифровия сингъл „The 7th Sense“, за който той и Taeyong са участвали в писането.
През юли 2016 г. SM потвърждава Марк като член на втората подгрупа на NCT, NCT 127, заедно с Taeyong, Taeil, Yuta, Jaehyun, Winwin и Haechan. NCT 127 правят своя официален дебют с NCT #127 и заглавна песен „Fire Truck“ на 10 юли 2016 г.
През август 2016 г., SM потвърждава Марк като член на третата подгрупа на NCT, NCT Dream, заедно с Renjun, Jeno, Haechan, Jaemin, Chenle и Jisung. Групата прави официалния си дебют на 24 август 2016 г. със сингъла „Chewing Gum“.
През септември 2016 г. Марк участва в „Going Through Your Heart“ на Хенри Лау, оригинален саундтрак към драмата на KBS, „Sweet Stranger and Me“. Това е първото му самостоятелно начинание след дебюта му в NCT.
През януари 2017 г. Марк се присъединява към High School Rapper, хип-хоп риалити шоу, което се излъчва по Mnet. Той стига до финала и изпълнява оригинална песен „Drop“ с участието на Seulgi от Red Velvet. Впоследствие той е класиран на 7-о място.
През юли 2017 г., Марк си сътрудничи с Xiumin на Exo за сингъл, „Young & Free“. Сингълът е издаден през сезон 2 на дигиталния музикален проект SM Entertainment „Station“. През същия месец Марк се появява в първия сезон на музикалното шоу „Snowball Project“. Той си партнира с Park Jae-jung и пуска „Lemonade Love“ на 21 юли, също чрез SM Station, която е продуцирана от Хенри Лау и Йоон Джонг-шин.
През февруари 2018 г. Марк е обявен за един от основните MC за Show! Music Core. Впоследствие той напусна програмата през януари 2019 г., за да се съсредоточи върху дейностите с NCT 127. През май 2018 г. той става редовен участник в актьорския състав в риалити телевизионното предаване MBC „It's Dangerous Beyond The Blankets“. През октомври 2018 г. Марк пуска песента „Dream Me“ с Joy от Red Velvet за саундтрака на драмата на KBS „The Ghost Detective“.
На 31 декември 2018 г. Марк става първият член, който официално завършва NCT Dream.
На 7 август 2019 г. Марк е потвърден като член на SuperM, „к-поп супергрупа“, създадена от SM Entertainment в сътрудничество с Capitol Records. Промоциите на групата започват през октомври и са насочени към американския пазар. Едноименното дебютно EP на SuperM е издадено на 4 октомври 2019 г. с водещ сингъл „Jopping“.

## Любопитно
- По-големият му брат е този, който го насърчава да продължи в музикалната кариера.
- Любимите му храни са: гевреци, сладолед с вкус на бисквитки и сметана, пиле, кимчи, ориз, диня.
- Любимите му спортове са бадминтон и кънки на лед.
- Като малък, мечтата му е да стане автор или продавач на сладолед.
- Джехюн казва, че Марк понякога рапира в съня си, както на корейски, така и на английски.
- Марк се страхува от хората, особено от Хечан.
- Той каза, че му се струва да плаче всеки път, когато гледа как Джисунг мие чиниите.

## Дискография
| Заглавие                                | Година                  | Класации                | Класации                | Продажба                | Албум                     |
| Заглавие                                | Година                  | KOR Gaon                | US World                | Продажба                | Албум                     |
| Като основен изпълнител                 | Като основен изпълнител | Като основен изпълнител | Като основен изпълнител | Като основен изпълнител | Като основен изпълнител   |
| --------------------------------------- | ----------------------- | ----------------------- | ----------------------- | ----------------------- | ------------------------- |
| "Drop" (두고가) (featuring Seulgi)      | 2017                    | 93                      | —                       | KOR: 46 443             | School Rapper FINAL       |
| Колаборации                             |                         |                         |                         |                         |                           |
| "Young & Free" (with Xiumin)            | 2017                    | 31                      | 6                       | - KOR: 72 133           | SM Station Season 2       |
| "Lemonade Love" (with Park Jae-jung)    | 2017                    | 197                     | 17                      |                         | SM Station Season 2       |
| Саундтрак песни                         |                         |                         |                         |                         |                           |
| "Going Through Your Heart" (with Henry) | 2016                    | —                       | —                       |                         | Sweet Stranger and Me OST |
| "Dream Me" (나라는 꿈) (with Joy)       | 2018                    | —                       | —                       |                         | The Ghost Detective OST   |

## Филмография

### Телевизионни предавания
| Година      | Заглавие                           | Канал    | Роля        | Бележки                          |
| ----------- | ---------------------------------- | -------- | ----------- | -------------------------------- |
| 2017        | High School Rapper                 | Mnet     | Състезател  |                                  |
| 2017        | Snowball Project                   | Naver TV | Cast member |                                  |
| 2018 – 2019 | Show! Music Core                   | MBC      | Co-host     | with Ong Seong-wu and Kang Mi-na |
| 2018        | It's Dangerous Beyond The Blankets | MBC      | Main cast   | Ep. 8 – 10 (Season 2)            |

### Музикални видеа
| Заглавие                             | Година |
| ------------------------------------ | ------ |
| "Young & Free" (with Xiumin)         | 2017   |
| "Lemonade Love" (with Park Jae-jung) | 2017   |

## Награди и номинации
| Година | Награждаване                  | Категория                                | Номенирана работа | Резултат  |
| ------ | ----------------------------- | ---------------------------------------- | ----------------- | --------- |
| 2018   | 18th MBC Entertainment Awards | Rookie Award in Music / Talk Show – Male | Show! Music Core  | Номиниран |